# 遠藤智史
遠藤 智史（えんどう ともふみ、1981年5月19日 - ）は、日本の男性キックボクサー。東京都あきる野市出身。ヌンサヤームジム所属。元M-1ライト級王者。元全日本ライト級王者。

## 来歴
2004年5月2日、第15回全日本新空手道選手権大会・K-2トーナメント軽量級に出場し、3位となった。
2004年7月24日、AJジム所属として全日本キックボクシング連盟でプロデビュー。
2006年4月21日、全日本キックボクシング連盟で正巳と対戦し、0-3の判定負け。8戦目で初黒星となった。
2006年9月19日、タイのルンピニー・スタジアムで開催された「スッグ・フェアテックス」でムエタイに初挑戦するも、デッドブゥアン・ソー.ブアンラットに0-3の判定負けを喫した。
2008年7月26日、全日本ライト級王座決定トーナメントBブロックで寺崎直樹、白濱卓哉に判定勝ちを収め、全日本ライト級王座決定戦出場を決めた。
2008年12月5日、「Fujiwara Festival 〜藤原祭り2008〜」で行なわれた全日本ライト級王座決定戦で海戸淳と対戦し、3-0の判定勝ちで王座を獲得した。
2009年5月6日、初参戦となったJ-NETWORKでJ-NETWORKスーパーフェザー級王者木村天鮮と対戦し、3-0の判定勝ち。
2009年7月17日、連続参戦となったJ-NETWORKでJ-NETWORKライト級王者黒田アキヒロと対戦し、3-0の判定勝ち。
2009年8月の全日本キックボクシング連盟解散・AJジム閉鎖に伴い、ヌンサヤームジムに移籍した。
2010年3月21日、初代M-1ライト級王座決定トーナメント準決勝で中村敏射と対戦し、0-2の判定負け。その後、中村が目を負傷したため、繰り上がりで王者決定戦への出場が決定した。
2010年6月6日、初代M-1ライト級王者決定戦で壮泰と対戦し、膝蹴りでKO勝ちを収め王座を獲得した。
2010年9月12日、カノンスック・ウィラサクレックの持つWPMF世界ライト級王座と自身の持つM-1ライト級王座を賭けたダブルタイトルマッチが行なわれ、左肘打ちでTKO負けでM-1ライト級王座から陥落した。

## 戦績
| キックボクシング 戦績 | キックボクシング 戦績 | キックボクシング 戦績 | キックボクシング 戦績 | キックボクシング 戦績 | キックボクシング 戦績 | キックボクシング 戦績 |
| --------------------- | --------------------- | --------------------- | --------------------- | --------------------- | --------------------- | --------------------- |
| 27 試合               | (T)KO                 | 判定                  | その他                | 引き分け              | 無効試合              |                       |
| 15 勝                 | 2                     | 13                    | 0                     | 2                     | 0                     |                       |
| 10 敗                 | 2                     | 8                     | 0                     | 2                     | 0                     |                       |

| 勝敗 | 対戦相手                          | 試合結果                                    | 大会名 | 開催年月日     |
| ×    | カノンスック・ウィラサクレック    | 2R 2:49 TKO（左肘打ち）                     | M-1 RAJA BOXING SINGHA BEERムエタイチャレンジ NAI KANOMTOM vol.3 【WPMF世界ライト級＆M-1ライト級ダブルタイトルマッチ】                     | 2010年9月12日  |
| ○    | 壮泰                              | 2R 2:49 KO（膝蹴り）                        | M-1 RAJA BOXING SINGHA BEERムエタイチャレンジ NAI KANOMTOM vol.2 【初代M-1ライト級王者決定戦】                                             | 2010年6月6日   |
| ×    | 中村敏射                          | 3R終了 判定0-2                              | M-1 FAIRTEX SINGHA BEERムエタイチャレンジ NAI KANOMTOM vol.1 【初代M-1ライト級王座決定トーナメント 準決勝】                                | 2010年3月21日  |
| ×    | 歌川暁文                          | 3R終了 判定0-2                              | REBELS | 2010年1月23日  |
| ○    | 青津潤平                          | 3R終了 判定3-0                              | J-NETWORK「GET REAL in J-WORLD FINAL 〜Invading 尚武会〜」                                                                                 | 2009年11月27日 |
| ○    | 黒田アキヒロ                      | 5R終了 判定3-0                              | J-NETWORK「GET REAL in J-WORLD 3rd」 | 2009年7月17日  |
| ○    | 木村天鮮                          | 3R終了 判定3-0                              | J-NETWORK「GET REAL in J-WORLD 2nd」 | 2009年5月6日   |
| ×    | カノンスック・ウィラサクレック    | 1R 1:15 TKO（レフェリーストップ：右フック） | M-1 FAIRTEX ムエタイチャレンジ2009 Yod Nak Suu vol.1                                                                                       | 2009年3月1日   |
| ○    | 海戸淳                            | 5R終了 判定3-0                              | 全日本キックボクシング連盟「Fujiwara Festival 〜藤原祭り2008〜」 【全日本ライト級王座決定戦】                                              | 2008年12月5日  |
| ○    | 白濱卓哉                          | 3R終了 判定3-0                              | 全日本キックボクシング連盟「Reverse×Rebirth」 【全日本ライト級王座決定トーナメントBブロック 決勝】                                         | 2008年7月26日  |
| ○    | 寺崎直樹                          | 3R終了 判定3-0                              | 全日本キックボクシング連盟「Reverse×Rebirth」 【全日本ライト級王座決定トーナメントBブロック 1回戦】                                        | 2008年7月26日  |
| ×    | ソンクラー・センチャイジム        | 5R終了 判定0-3                              | ニュージャパンキックボクシング連盟 「START OF NEW LEGEND 〜新伝説の始まり〜 Start Me Up!!」                                                | 2008年1月27日  |
| ○    | 威幸                              | 3R終了 判定2-0                              | M-1 FAIRTEX フレッシュマンズ in 大森 | 2007年11月11日 |
| ×    | 中須賀芳徳                        | 5R終了 判定1-2                              | ニュージャパンキックボクシング連盟「FIGHTING EVOLUTION XII 〜進化する戦い 12th〜 THE "FIVE-STAR" FIGHT WMC世界スーパーフライ級王者決定戦」 | 2007年10月14日 |
| ○    | 島野智広                          | 3R終了 判定2-0                              | 全日本キックボクシング連盟「REARM」 | 2007年5月11日  |
| ○    | 畑尾龍宏                          | 3R+延長R終了 判定3-0                        | 全日本キックボクシング連盟「Departure 〜野良犬FINAL〜」                                                                                    | 2007年3月9日   |
| ×    | 前田尚紀                          | 3R終了 判定0-2                              | 全日本キックボクシング連盟「Fujiwara Festival 〜藤原祭り2006〜」                                                                           | 2006年12月8日  |
| ×    | デッドブゥアン・ソー.ブアンラット | 5R終了 判定0-3                              | スッグ・フェアテックス | 2006年9月19日  |
| ×    | 堀口貴博                          | 3R終了 判定0-3                              | M-1 FAIRTEX SINGHA BEER ムエタイチャレンジ Legend of Elbows 2006 July 9                                                                    | 2006年7月9日   |
| ×    | 正巳                              | 3R終了 判定0-3                              | 全日本キックボクシング連盟 「初代全日本スーパーウェルター級王座決定トーナメント 〜決勝戦〜」                                               | 2006年4月21日  |
| ○    | 橋本城典                          | 2R 2:49 KO                                  | 全日本キックボクシング連盟「CUB★KICK'S-1」                                                                                                 | 2006年2月18日  |
| ○    | 宮田欽章                          | 3R終了 判定3-0                              | 全日本キックボクシング連盟「STACK OF ARMS」                                                                                                | 2005年9月16日  |
| △    | 岩切博史                          | 3R終了 判定1-0                              | 全日本キックボクシング連盟「CROSS FIRE 〜対抗戦七番勝負〜」 【オープニングファイト】                                                       | 2005年8月13日  |
| ○    | 讃井浩二                          | 3R終了 判定3-0                              | TRIAL LEAGUE.2 | 2005年6月26日  |
| △    | 橋本城典                          | 3R終了 判定1-0                              | 全日本キックボクシング連盟「MOVING」 【オープニングファイト】                                                                              | 2005年2月6日   |
| ○    | 水落洋祐                          | 3R終了 判定2-0                              | 全日本キックボクシング連盟「HARD BLOW」 | 2004年10月17日 |
| ○    | ウルフ原田                        | 3R終了 判定2-0                              | 全日本キックボクシング連盟「SUPER FIGHT -MAXIMUM-」 【オープニングファイト】                                                               | 2004年7月24日  |

## 獲得タイトル
- 第18代全日本ライト級王座
- 初代M-1ライト級王座